# Amatino Manucci
Amatino Manucci (fl. XIII secolo) è stato un mercante italiano che svolse probabilmente gran parte della sua attività lavorativa a Nîmes, in Francia,.
Alcuni scritti di Amatino Manucci rappresentano i primi esempi datati di contabilità annotata con il metodo della partita doppiaperciò sono spesso citati nei manuali di economia e nei corsi introduttivi all'economia. Manucci teneva la contabilità per la Giovanni Farolfi & Company, una società commerciale con sede a Nîmes, in Francia. Manucci era socio della filiale di Salon, nel sud della Francia. Di Amatino Manucci non si sa altro oltre ai libro mastri che sono stati rinvenuti. La scrittura, interamente autografa di Manucci, è ordinata, leggibile e per lo più ben conservata.
Sono stati rinvenuti documenti finanziari del 1299-1300 che conservò per la filiale dell'azienda a Salon, in Provenza.  Sebbene questi registri siano incompleti, mostrano dettagli sufficienti per essere identificati come contabilità a partita doppia.  Questi dettagli includono l'uso di debiti e crediti e la dualità delle voci.